# Téléphérique de Montjuïc
Ne doit pas être confondu avec Funiculaire de Montjuïc.
Le téléphérique de Montjuïc (en catalan : Telefèric de Montjuïc), est une remontée mécanique de type télécabine située sur la colline de Montjuïc à Barcelone, en Espagne. 
Le téléphérique permet de relier l'avenue Miramar, où se trouve la station amont du Funiculaire de Montjuïc, au Château de Montjuïc, situé au sommet de la colline. 
Inauguré pour la première fois en 1970, le téléphérique est entièrement reconstruit en 2007.

## Historique

Ancien téléphérique de 1970 avec les cabines qui ne disposent pas de vitres.

Inauguré en 1970, le premier téléphérique de Montjuïc permettait aux usagers d’accéder facilement à la citadelle située au sommet de la colline. Il s'agit alors d'une télécabine débrayable construite par Von Roll, disposant de 54 cabines possédant chacune quatre places assises. La ligne était constituée de trois stations avec un angle droit au niveau de la station intermédiaire. 
Au bout d'une trentaine d'années, la remontée mécanique s’avère inconfortable, les cabines ne disposant pas de vitre et le trajet pouvant être désagréable par mauvais temps. Cela obligeait une fermeture lors de la période hivernale. De plus, elle était inaccessible aux personnes à mobilité réduite. 
La compagnie de transports publics barcelonaise TMB (Transports Metropolitans de Barcelona) opte pour la construction d'une nouvelle remontée. Les travaux sont confiés à la société italienne Leitner et le nouveau téléphérique est inauguré le 16 mai 2007. 
Comme l'ancienne remontée, le nouveau téléphérique de Montjuïc est une télécabine débrayable qui dispose de 54 cabines et reprend le même tracé. La différence est que les cabines possèdent chacune huit places assises ainsi que des fenêtres fixes, contrairement aux anciennes cabines qui ne possédaient que quatre places et n'avaient pas de vitres. Le flux de la remontée mécanique est plus que doublé, en passant de 1200 à 2990 personnes par heure.

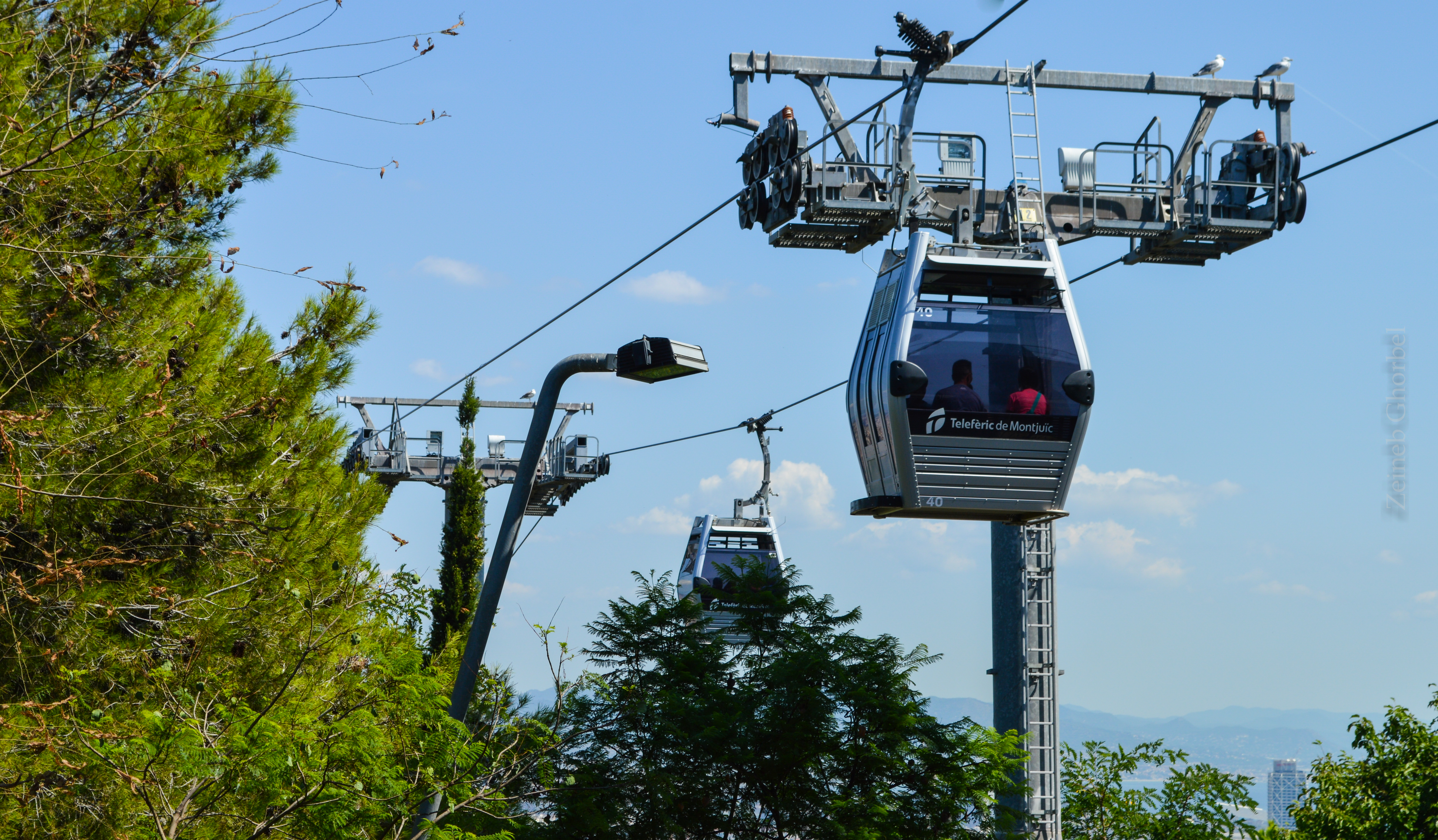
Téléphérique de Montjuïc, cabines (2018).

## Description de la ligne
Le téléphérique de Montjuïc n'est pas à proprement parler un téléphérique mais une télécabine débrayable. La ligne est implantée sur la colline de Montjuïc.  
Elle possède deux tronçons avec une station intermédiaire au milieu où elle décrit un angle droit. 
La ligne possède une longueur totale de 752 mètres avec une faible dénivelée de 85 mètres. Le premier tronçon est long de 430 mètres et le second de 320 mètres.

## Stations
- Gare aval Parc de Montjuïc : elle est située à 88 mètres d'altitude au niveau de l'avenue Miramar. Le bâtiment est situé à gauche de la station amont du Funiculaire de Montjuïc en provenance de la station Paral-lel du Métro de Barcelone. La gare abrite la partie motrice de l’installation.

- Gare intermédiaire Mirador : elle est située à 129 mètres d'altitude. Au niveau de cette gare, la ligne décrit un angle quasiment droit de 86°. Lorsque les cabines arrivent en gare, les passagers n'ont pas besoin de descendre puisque les cabines sont automatiquement transférées sur le second tronçon. De plus, cette station est uniquement accessible dans le sens de la descente, il n'y a pas de quais dans le sens de la montée et les portes des cabines ne s'ouvrent pas.

- Gare amont Castell : elle est située à 173 mètres d'altitude. Depuis cette gare, les passagers peuvent directement accéder au Château de Montjuïc[3], installé au sommet de la colline, au Fossar de la Pedrera et au cimetière de Montjuïc, hauts lieux de mémoire de la guerre d'Espagne situés en contrebas de la citadelle. Contrairement aux deux autres stations, la gare amont n'est pas implantée au même endroit que celle de l'ancien téléphérique puisque l'ancienne gare est installée sur les remparts du château, ce qui n'est pas le cas pour la gare actuelle qui n'est pas dans l'enceinte de l'édifice.

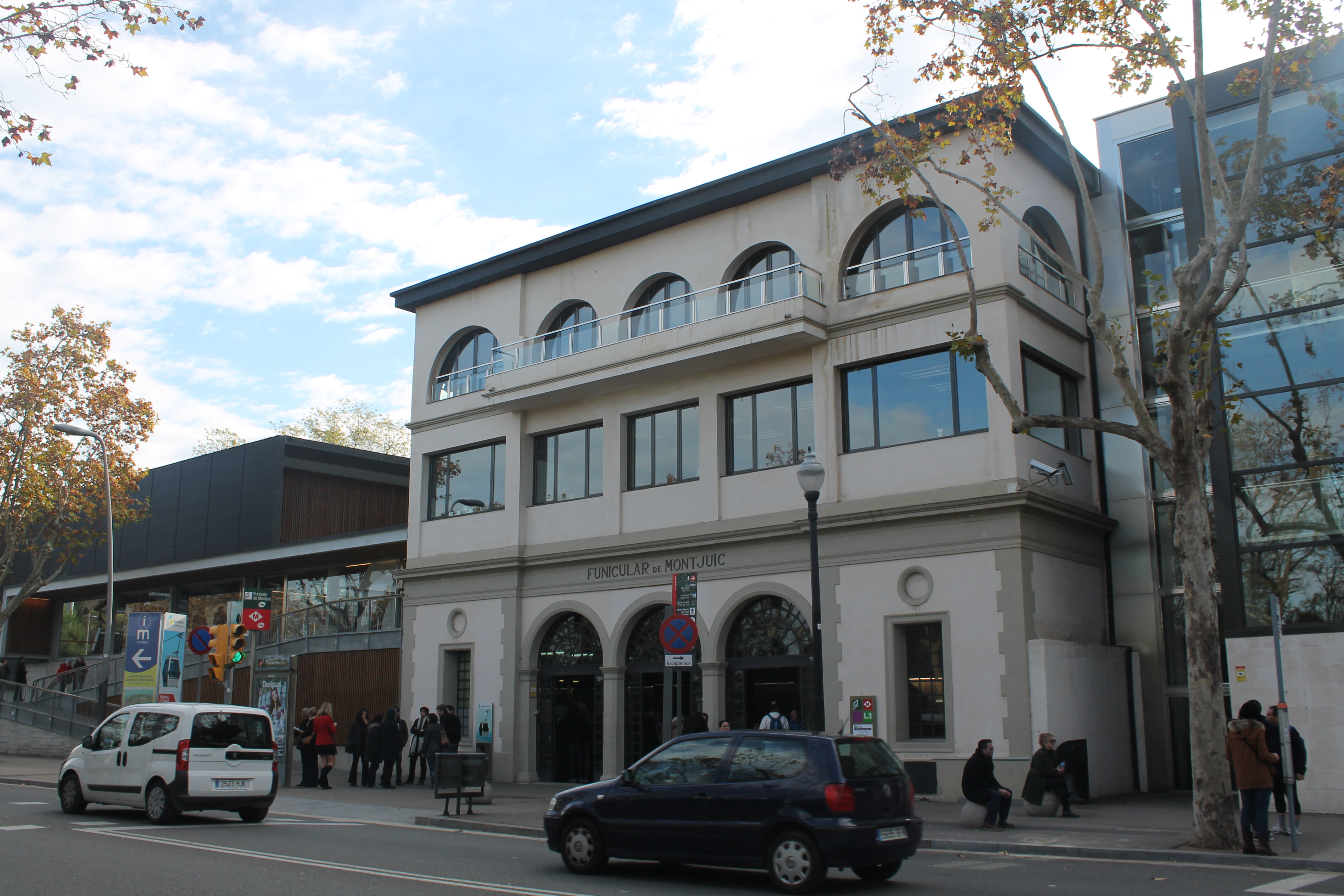
Gare aval "Parc Montjuïc" (à gauche) accolée à la gare amont du Funiculaire de Montjuïc (au centre).

## Horaires
En 2019, les horaires du téléphérique sont présentés ainsi :
- Du 1er janvier au 31 mars : 10h00 à 18h00
- Du 1er avril au 31 mai : 10h00 à 19h00
- Du 1er juin au 30 septembre : 10h00 à 21h00
- Du 1er au 31 octobre : 10h00 à 19h00
- Du 1er novembre au 31 décembre : 10h00 à 18h00